# 巴克艾 (科羅拉多州)
巴克艾（英語：Buckeye）是位於美國科羅拉多州拉里默爾縣的一個非建制地區。該地的面積和人口皆未知。

## 地理
巴克艾的座標為40°49′38″N 105°05′42″W / 40.82722°N 105.09500°W，而該地的平均海拔高度為3551米（即11650英尺）。